# John D. Cherry

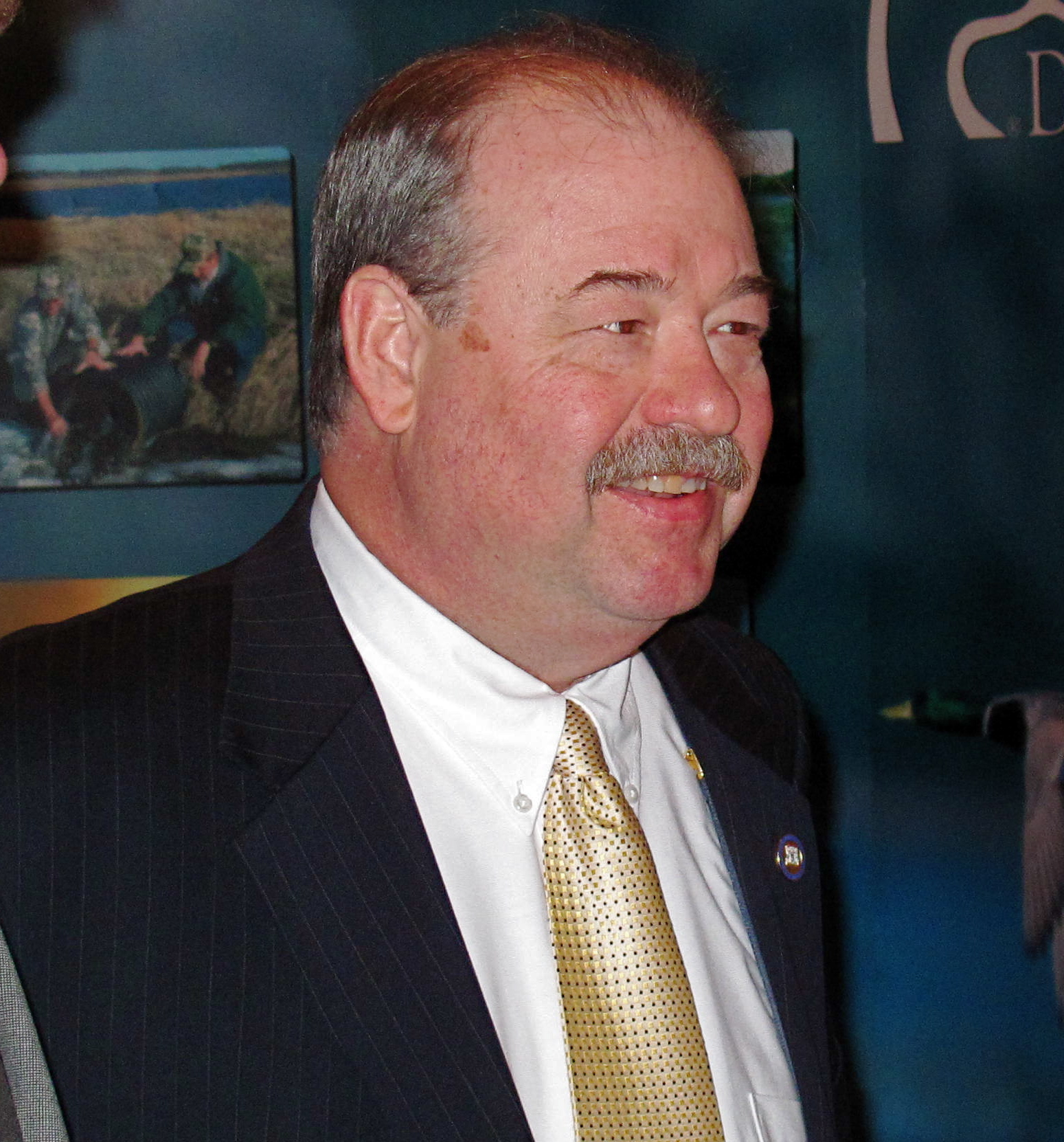
John D. Cherry

John D. Cherry (* 5. Mai 1951 in Sulphur Springs, Hopkins County, Texas) ist ein US-amerikanischer Politiker. Zwischen 2003 und 2011 war er Vizegouverneur des Bundesstaates Michigan.

## Werdegang
John Cherry wurde in Texas geboren und wuchs in Montrose (Michigan) auf. Im Jahr 1969 absolvierte er die dortige Hill-McCloy High School. Anschließend studierte er bis 1973 an der University of Michigan in Ann Arbor politische Wissenschaften. Elf Jahre später studierte er noch Verwaltung an der Außenstelle dieser Universität in Flint. Politisch schloss er sich der Demokratischen Partei an. Er war zunächst politischer Direktor der Gewerkschaft American Federation of State, County, and Municipal Employees (AFL-CIO). Zwischen 1983 und 1986 war er Abgeordneter im Repräsentantenhaus von Michigan; von 1987 bis 1998 saß er im Staatssenat. 1992 kandidierte er erfolglos in den Vorwahlen seiner Partei für das Repräsentantenhaus der Vereinigten Staaten. In den Jahren 1996, 2000, 2004 und 2008 nahm er als Delegierter an den jeweiligen Democratic National Conventions teil. Bei den Präsidentschaftswahlen des Jahres 2000 war er demokratischer Wahlmann für den unterlegenen Kandidaten Al Gore.
2002 wurde Cherry an der Seite von Jennifer Granholm zum Vizegouverneur von Michigan gewählt. Dieses Amt bekleidete er zwischen 2003 und 2011. Dabei war er Stellvertreter der Gouverneurin und Vorsitzender des Staatssenats. Im Jahr 2006 wurde er zum Vorsitzenden der National Lieutenant Governors’ Association gewählt. 2008 wurde er Mitglied im Democratic National Committee. Bei den Gouverneurswahlen des Jahres 2010 beabsichtigte Cherry ursprünglich eine Kandidatur, die er aber aus finanziellen Gründen nicht aufrechterhielt.